# Mad, Bad, and Dangerous to Know
 (février 2023).
Si vous disposez d'ouvrages ou d'articles de référence ou si vous connaissez des sites web de qualité traitant du thème abordé ici, merci de compléter l'article en donnant les références utiles à sa vérifiabilité et en les liant à la section « Notes et références ».
Albums de The Cross
Shove It
(1988) Blue Rock
(1991)
Mad, Bad, and Dangerous to Know est le deuxième album du groupe de rock anglais The Cross, sorti en 1990.

## Historique
Mad, Bad and Dangerous to Know est le second album de The Cross, sorti en 1990. Contrairement au précédent album, le côté dance a été abandonné au profit d'un son nettement plus orienté vers le rock. C'est aussi le premier album du groupe où chaque membre a contribué à l'écriture des chansons, la contribution de Roger Taylor ayant nettement diminuée par rapport à Shove It, puisque, lors de l'enregistrement, ce dernier est occupé par la promotion de The Miracle avec les autres membres de Queen. En outre, une des chansons est chantée par Clayton Moss.
Tout comme Shove It, l'album ne se vend pas très bien et EMI décide de mettre un terme au contrat de The Cross, ce qui fait que le groupe n'a désormais plus de distributeur en Angleterre.
En Allemagne, l'album marche un peu mieux, et un coffret à tirage limité à 50 exemplaires contenant le CD, une vidéo, des autocollants et des infos est produit.

## Titres de l’album
Toutes les chansons sont interprétées par Roger Taylor, sauf indication contraire.
1. "Top of the World" (Edney, Macrae, Moss, Noone, Taylor)- 3:31
2. "Liar" (Noone)- 4:32
3. "Closer to You" (Edney)- 3:15
4. "Breakdown" (Noone) 3:53
5. "Penetration Guru" (Moss) - 3:45
6. "Power to Love" (Macrae, Noone, Moss) - 4:03
7. "Sister Blue" (Noone) - 4:13
8. "Foxy Lady" (Hendrix) - 3:26
  - Uniquement sur l'édition CD
9. "Better Things" (Moss) - 2:45
  - Chanté par Clayton Moss
10. "Passion for Trash" (Macrae) - 2:35
11. "Old Men (Lay Down)" (Taylor) - 4:52
12. "Final Destination" (Taylor) - 3:36

## Musiciens
- Roger Meddows-Taylor : chant, guitare et chœurs
- Spike Edney: claviers, mandoline et chœurs
- Peter Noone : guitare basse et chœurs
- Clayton Moss : guitare, chant sur Better things et chœurs
- Joshua M. MacRae : batterie, percussions